# Guerra de la Fosforita
La Guerra de la Fosforita es el nombre que se dio a una campaña ambiental en la entonces República Socialista Soviética de Estonia, a finales de la década de 1980, contra la apertura de grandes minas de  fosforita en la región de Virumaa. El movimiento alcanzó su auge en 1987 y tuvo éxito no solo en el logro de sus objetivos inmediatos, sino también en alentar y fortalecer el movimiento nacionalista que, posteriormente, condujo a la restauración de la independencia de Estonia en 1991. En Estonia se considera un catalizador que condujo a la desestabilización y disolución del gobierno soviético en Estonia.
La campaña se centró en dos cuestiones principales: la primera fue la degradación ambiental a gran escala que causarían las nuevas minas; la segunda cuestión fue el temor de que la necesidad de mano de obra para las nuevas minas desencadenara una ola migratoria que llevaría a decenas de miles de trabajadores de otras partes de la Unión Soviética. En opinión de los estonios, esto habría empeorado enormemente el ya frágil equilibrio demográfico (la proporción de estonios en Estonia descendió de aproximadamente el 97% inmediatamente después de la Segunda Guerra Mundial al 61,5% en 1989).

## Antecedentes y primeros movimientos

Yacimientos de fosforita en el norte de Estonia

Los depósitos de fosforita se encuentran en varios lugares del norte de Estonia. El depósito de Rakvere, que se encuentra principalmente en el condado de Lääne-Viru, es el más grande de Europa. La extracción de fosforita en Estonia comenzó en 1924 cerca de Maardu. En 1940 se inauguró una nueva mina más grande, que junto con una fábrica que producía fertilizantes de fósforo de baja calidad funcionó hasta fines de 1991, causando varios problemas ambientales en la zona.
A principios de los años 1970, el gobierno central de la Unión Soviética en Moscú mostró interés en explotar los depósitos de fosforita en el condado de Lääne-Viru. Las primeras propuestas fueron explotar el yacimiento de Toolse (al norte de Rakvere), pero a inicios de los años 1980, esos planes se dejaron de lado y se consideró más favorable explotar el yacimiento de Rakvere. Aunque los planes soviéticos no se hicieron públicos, entre los científicos y ecologistas estonios implicados en la toma de decisiones hubo una oposición considerable. Hubo personas en la Academia de Ciencias de Estonia, como Endel Lippmäa, que conocían el plan y se oponían a él.

## Eventos importantes
El tema de la fosforita se hizo público el 25 de febrero de 1987, fecha que suele utilizarse para marcar el inicio de la Guerra de la Fosforita. Ese día se dieron a conocer los planes de Moscú en la televisión estonia. El Partido Comunista de Estonia mantuvo públicamente la postura de que la decisión sobre la explotación minera debía ser tomada por los estonios, pero parecía que el gobierno central ya había ultimado los planes.
Se firmaron peticiones contra las nuevas minas y hubo muchas protestas. El problema llegó a su punto álgido en la primavera de 1987. En abril, los estudiantes de la Universidad de Tartu, en una reunión realizada en el salón principal de la universidad. condenaron unánimemente las acciones de los líderes de la RSS de Estonia. En las tradicionales manifestaciones del Primero de Mayo, los estudiantes portaron lemas contra la minería de fosforita y vistieron camisetas amarillas con el texto "Fosforita, no, gracias", que se hicieron muy populares.
El 8 de mayo se publicó una caricatura de Priit Pärn en el periódico Sirp ja Vasar (La hoz y el martillo), titulada Simplemente mierda. La caricatura mostraba a un campesino con una pala, lanzando en su campo un trozo de estiércol con forma de Estonia. Esta caricatura fue ampliamente discutida y es probablemente la caricatura más famosa jamás publicada en Estonia. A raíz de todas las protestas y ante la oposición popular a las minas, el 18 de septiembre de 1987 las autoridades soviéticas descartaron el plan de explotación minera. El final de la Guerra de la Fosforita es difícil de definir, pero el movimiento se calmó en gran medida durante 1988.

## Secuelas
En cuanto al movimiento independentista estonio, las consecuencias imprevistas no deseadas de la campaña fueron de importancia similar al resultado inmediato. La Guerra de la Fosforita activó al pueblo estonio, dio a la gente fe en el poder de la acción colectiva y fue un factor importante en la desaparición del miedo al régimen. En general, actuó como un catalizador que condujo a la desestabilización del gobierno soviético en Estonia.